# Герб Дании
Герб Дании (дат. Danmarks rigsvåben) — один из главных государственных символов Дании. 
Национальный герб состоит из трёх лазоревых леопардовых львов и девяти червлёных сердец на золотом щите. Сверху герб венчает королевская корона.
Королевский герб Дании более сложный и помимо национального герба включает также символику Фарерских островов, Гренландии, Шлезвига, династический герб и другие элементы. Последняя версия утверждена в 2024 году.

## Королевский герб Дании
Щит герба разделен на 4 части, однако деление щита на датском гербе особенное. Оно произведено не при помощи линий, а при помощи креста. Это не случайно. Ведь крест — его называют Даннеброг — считается одной из национальных эмблем датчан.
В первой четверти изображения те же, что и на гербе страны, голубые львы и красные сердца.
Во второй четверти — герб Фарерских островов — серебряный баран с золотыми рогами и копытами, и червлёным языком в лазоревом поле.
В третьей четверти — герб Гренландии — белый медведь в лазоревом поле.
В четвёртой четверти — два лазоревых льва в золотом поле — как символ особой истории Южной Ютландии и её связи с Данией.
Щиток с двумя красными полосами в центре — династический герб Ольденбургов.
Щитодержателями выступают два «лесных человека» — взяты с герба Пруссии, чьи земли частично оспаривались Данией.
Гербовой щит окружают цепи ордена Слона и ордена Даннеброга.

### История герба
Леопардовый лев на гербе Дании появился около 1190 года при Кнуде VI Вальдемарссоне, почти одновременно с леопардами Ричарда Львиное Сердце. Следовательно, это один из старейших государственных символов.
Леопардовые львы датского короля были лазоревыми в золотом поле, украшенном червлеными сердцами. Это изображение сохранялось в гербе Дании при всех правителях. Так и современный герб Дании содержит трех леопардовых львов.
С XV столетия герб датских королей представлял собой соединение гербов союзных королей Дании, Швеции, Норвегии и Вандалии. Отражая политику датских королей в их попытке установить гегемонию на Скандинавском полуострове и на всей Балтике.
В центре помещался щиток с их династическими гербами. Позднее в серединном щитке по очереди появлялись то датские леопарды, то династические ольденбургские и дельменгорстские знаки, и в зависимости от этого перестраивался весь геральдический щит. В XVIII веке датский герб принял вид, близкий к современному: щиток с династическим гербом наложен на большой щит с гербами королевств, входящих во владения датской короны.
Вступившая на престол в 1972 году королева Маргарита II отреклась от всех не подкрепленных реальной властью титулов, кроме датского королевского.
Так из герба исчезли эмблемы германских владений — гербы королевств готов и вендов. Леопардовые львы Шлезвига сохранились, так как часть Шлезвига вернулась к Дании в 1920 году.
Изменения 2024 года
20 декабря 2024 года король Дании Фредерик X утвердил новый королевский герб на основе рекомендации специально созданного комитета.
Внося изменения в королевский герб, остававшийся неизменным с 1972 года, король желает создать более современный герб, который одновременно отражал бы Данию и учитывал бы историю и геральдические традиции. The Guardian отмечает, что изменение произошло на фоне заявлений избранного президента США Дональда Трампа о планах покупки Гренландии.
Помимо герба собственно Дании на 1-м поле (лазоревые леопардовые львы и девять червлёных сердец), теперь Фарерские острова и Гренландия имеют свои собственные поля. Фарерские острова, имеющие древний герб (Серебряный баран), были помещены во 2-е поле, а Гренландия с её более молодым гербом (Серебряный белый медведь) — в 3-е поле. Львы Шлезвига, герб Южной Ютландии, помещены на 4-е поле как символ особой истории Южной Ютландии и её связи с Данией.
С герба был удален герб с тремя коронами, так как он больше не считается актуальным. Три золотые короны символизировали Кальмарскую унию — объединение Дании, Норвегии (с Исландией) и Швеции (с Финляндией) в единое государство под верховной властью датских королей. Дик Харрисон, профессор истории в Шведском университете в Лунде, сказал, что в 1613 году Швеция «была вынуждена признать права датского короля на использование шведского символа трёх корон», поэтому его удаление с датского герба «сенсация».
Кроме того, форма креста Даннеброга была изменена на более традиционную — концы креста изогнуты наружу. Такой крест был использован на гербе XVII века при короле Кристиане IV. На центральном щитке по прежнему герб Ольденбургов, обозначающий династическое происхождение королевской семьи.

1819 — 1903
1903 — 1948
1948 — 1972
1972 — 2024
2024 — настоящее время

## Средневековые изображения герба Дании

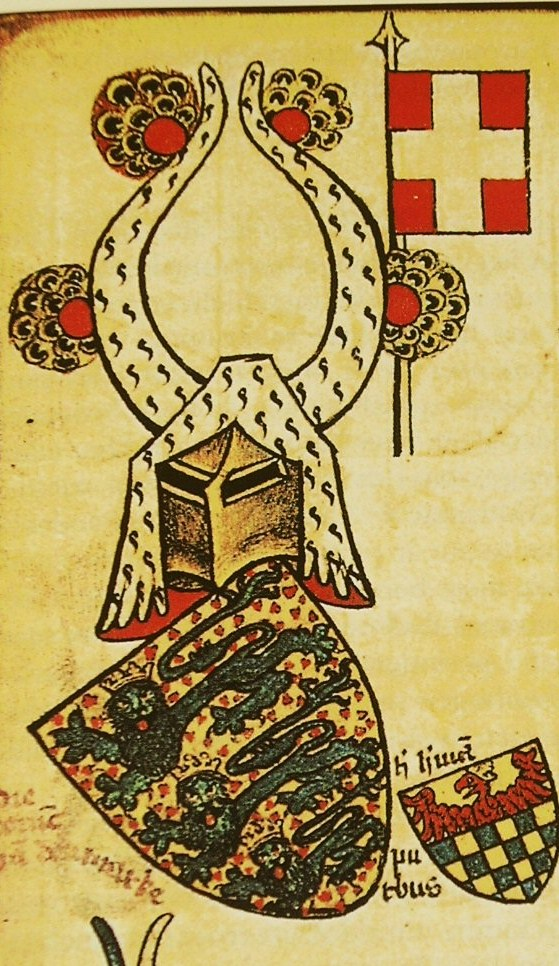
Герб Вальдемара IV, правил 1340—1375
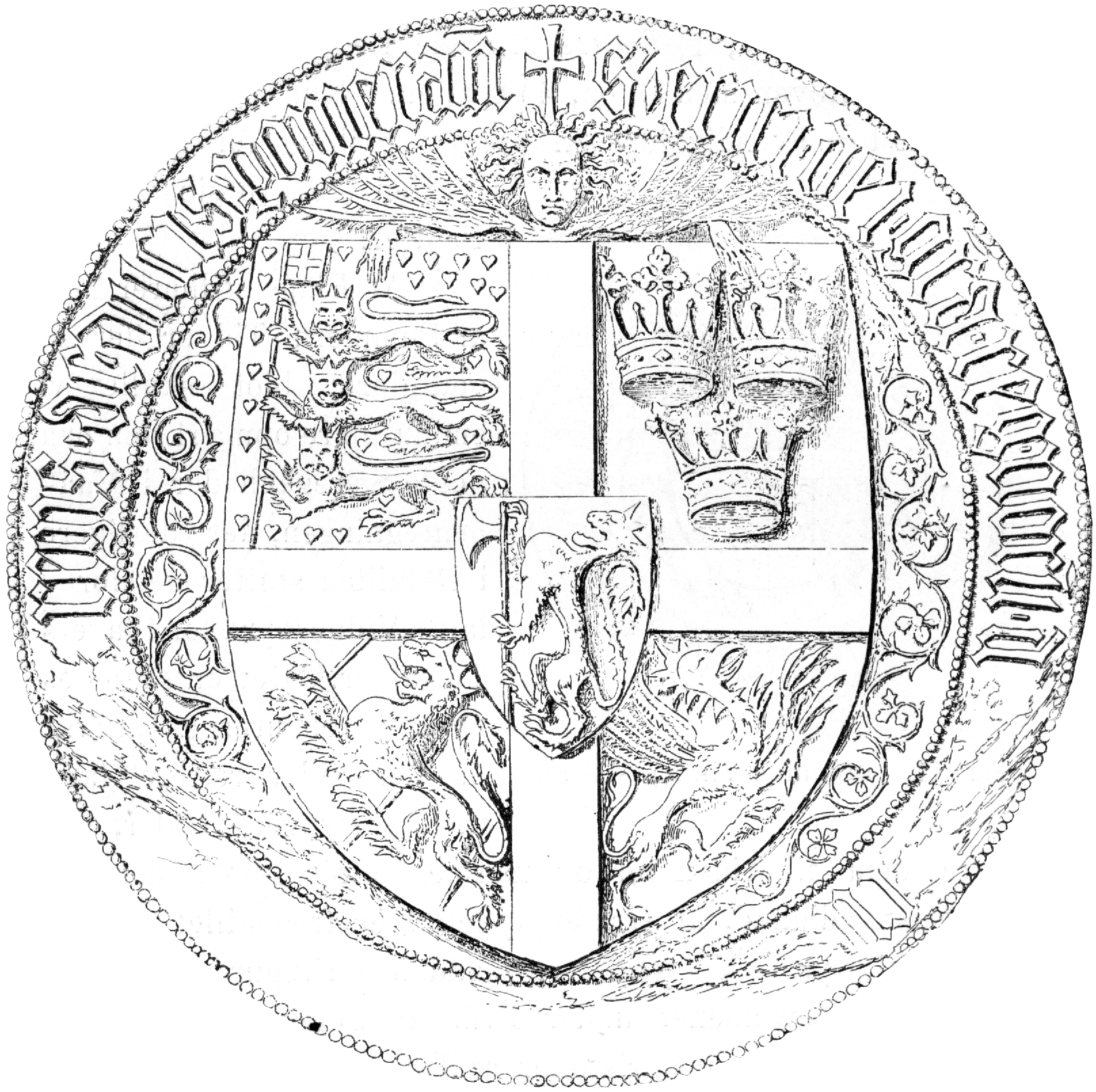
Одна из печатей Эрика VII «Померанского», 1398 год. Три датских льва несут датский флаг (левый верхний угол).
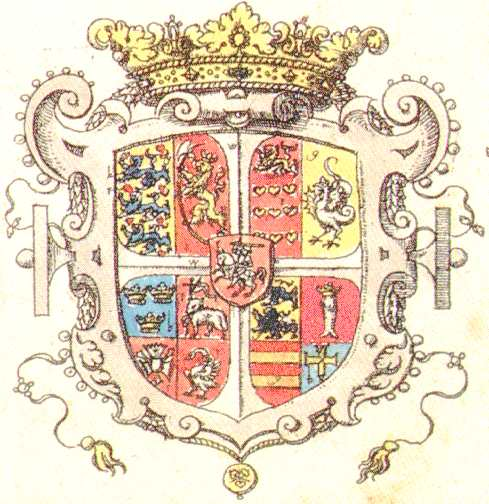
Герб Дании при короле Кристиане IV ок. 1600 г. (Гербовник Зибмахера 1605)